# Paul Hastings
Paul Hastings LLP, tidigare Paul, Hastings & Janofsky och Paul, Hastings, Janofsky & Walker, är en amerikansk multinationell advokatbyrå som har verksamheter i tio länder på fyra kontinenter världen över. De var världens 34:e största advokatbyrå för år 2021.
Advokatbyrån grundades den 1 november 1951 som Paul, Hastings & Janofsky i Los Angeles i Kalifornien av advokaterna Robert Hastings, Leonard Janofsky och Lee Paul. År 1962 blev Charles M. Walker delägare i firman och den fick då namnet Paul, Hastings, Janofsky & Walker. År 1975 lämnade dock Walker advokatbyrån efter att USA:s 38:e president Gerald Ford (R) utsåg honom till biträdande statssekreterare i skattefrågor vid USA:s finansdepartement. Walker lämnade dock finansdepartementet tre år senare, då under Jimmy Carter (D) som USA:s president, och återvände till advokatbyrån. År 1989 påbörjades det en internationell expandering när de öppnade upp verksamhet i Tokyo i Japan. Den 22 juli 2011 bytte de namn till det nuvarande.

## Närvaro
Paul Hastings har 21 kontor på fyra kontinenter.
| USA: - Atlanta, Georgia - Century City, Kalifornien - Chicago, Illinois - Costa Mesa, Kalifornien - Houston, Texas - Los Angeles, Kalifornien - New York, New York - Palo Alto, Kalifornien - San Diego, Kalifornien - San Francisco, Kalifornien - Washington, D.C. | Internationellt: - Bryssel, Belgien - Frankfurt, Tyskland - Hongkong, Kina - London, England, Storbritannien - Paris, Frankrike - Peking, Kina - São Paulo, Brasilien - Seoul, Sydkorea - Shanghai, Kina - Tokyo, Japan |